# Matthias Kleuters
Matthias Kleuters (* 28. Januar 1928; † 24. September 2012 in Aachen) war ein deutscher Architekt der Moderne, der im Rheinland wirkte.

## Leben und Wirken
Matthias Kleuters lebte und arbeitete im Aachener Stadtteil Haaren. Seine Bauten befinden sich hauptsächlich im westlichen Rheinland um Aachen. Zu seinem Hauptwerk zählen die Neubauten der Kirchen St. Antonius in Düren, St. Josef in Alsdorf, St. Peter und Paul in Schalbruch und St. Josef in Bauchem. Darüber hinaus erhielt Kleuters zahlreiche Aufträge zur Sanierung und Neugestaltung bestehender Sakral- und Profanbauten.

## Bauten (Auswahl)
| Jahr      | Bild | Ort                   | Objekt                                 | Bundesland          | Kommentar                                                                             |
| --------- | ---- | --------------------- | -------------------------------------- | ------------------- | ------------------------------------------------------------------------------------- |
| 1980      |      | Aachen-Haaren         | Katholische Kirche St. Germanus        | Nordrhein-Westfalen | komplette Grundsanierung                                                              |
| 1965–1967 |      | Alsdorf               | Katholische Kirche St. Josef           | Nordrhein-Westfalen | Neubau                                                                                |
| 1985      |      | Baesweiler-Setterich  | Altenwohn- und Pflegeheim „Maria-Hilf“ | Nordrhein-Westfalen | Neubau angegliedert an dem restaurierten mittelalterlichen Torhaus der Burg Setterich |
| 1973–1975 |      | Düren                 | Katholische Kirche St. Antonius        | Nordrhein-Westfalen | Neubau                                                                                |
| 1974      |      | Geilenkirchen-Bauchem | Katholische Garnisonkirche St. Josef   | Nordrhein-Westfalen | Neubau; 2018 abgerissen                                                               |
| 1974–1975 |      | Selfkant-Schalbruch   | Katholische Kirche St. Peter und Paul  | Nordrhein-Westfalen | Neubau                                                                                |
| 1979–1980 |      | Stolberg-Münsterbusch | Katholische Kirche Herz-Jesu-Kirche    | Nordrhein-Westfalen | Komplette Grundsanierung mit Umgestaltung, Neuanfertigung des Zelebrationsaltars      |